# Лукьянович, Николай Андреевич
Никола́й Андре́евич Лукьянович (1806 — после 1855) — русский офицер, капитан; действительный статский советник.
Автор «Описания турецкой войны 1828 и 1829 годов» в четырёх частях (СПб., 1844 г.), а также биографии генерал-адъютанта Карла Бистрома (1840).

## Биография

### Военная служба
Образование получил в Благородном пансионе при Санкт-петербургском университете (а не в университете, как указывает Русский биографический словарь) и 21 сентября 1823 года поступил на военную службу унтер-офицером в конно-егерский короля Вюртембергского полк, которым командовал полковник Беклемишев; в следующем году он был произведён в прапорщики и переведен в Рижский драгунский полк, а затем в лейб-гвардии Преображенский полк.
С 14 декабря 1825 года в составе лейб-гвардии Преображенского полка принял участие в усмирении военного мятежа в столице; «за примерный порядок, усердие и точность в исполнении своих обязанностей» Лукьяновичу был снижен на один год (с 25 до 24) срок, необходимый для получения ордена Св. Георгия.
В 1827 году произведён в подпоручики, в следующем году принял участие в войне с Турцией за освобождение Греции.
В 1831 году, в чине поручика, находился в войсках, посланных для подавления польского мятежа; был под Белостоком, Остроленкой и Варшавой и некоторое время исполнял должность старшего адъютанта штаба гвардейской пехоты.
С 18 сентября 1832 года по 28 февраля 1833 года состоял правителем дел Высочайше утверждённого комитета под председательством генерал-адъютанта Храповицкого «о набавке годичного термина солдатским амуничным вещам 4-х, 8-ми и 10-летнего сроков и о предоставлении некоторых преимуществ фельдфебелям и старшим вахмистрам по разделении унтер-офицерского звания на несколько степеней». За эту работу Лукьянович был произведён в штабс-капитаны и награждён орденом Св. Станислава 4-й ст., а 31 декабря 1834 года — орденом Св. Владимира 4-й ст.
В 1837 году состоял капитаном в лейб-гвардии Волынском полку; 6 декабря 1838 года получил орден Св. Станислава 2-й ст. В 1842 году награждён орденом Св. Анны 2-й ст. (в 1847 к ордену была пожалована императорская корона).

### Гражданская служба
В ноябре 1842 года Лукьянович был уволен к статской службе, с переименованием в коллежские советники и 17 декабря определён в число чиновников Министерства финансов. С 31 января 1844 года исполнял должность начальника IV отделения департамента горных и соляных дел, а в апреле того же года был утверждён в этой должности.
В 1848 году произведён в статские советники и в 1849 году получил орден Св. Владимира 3-й ст.
С 6 февраля 1853 года — директор канцелярии Александровского комитета о раненых; в апреле 1854 года произведён в действительные статские советники.
Умер после 1855 года.

## Семья
Жена (с 28.01.1855) — Александра Владимировна, урождённая Панаева (1839—?).
В числе их детей: дочь Александра — жена генерала-лейтенанта Николая Александровича Авинова, мать его троих детей: Николая, Андрея и Елизаветы

## Труды
- «Описания турецкой войны 1828 и 1829 годов» (СПб., 1844 г., 4 части)
- Биография генерал-адъютанта Бистрома (1840)

За напечатание биографии генерал-адъютанта Бистрома ему было пожаловано было 4000 рублей ассигнациями, а за «Описания турецкой войны 1828 и 1829 годов» в 1844—1846 годах — 6000 рублей серебром, оставив распродажу сочинения в его пользу.